# Powiat d'Elbląg
Pour l’article homonyme, voir Elbląg (homonymie).
Le powiat d'Elbląg (en polonais : powiat elbląski) est un territoire administratif du nord de la Pologne, en voïvodie de Varmie-Mazurie.

## Divisions administratives

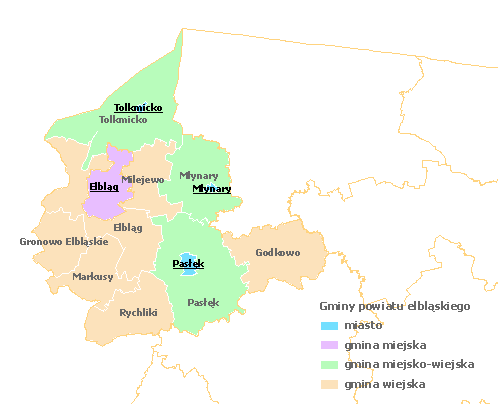
carte du powiat (en polonais)

Le powiat est composé de 9 communes (gminy) :
| Gmina                                   | Type         | Superficie (km²) | Population (2006) | Chef-lieu         |
| Pasłęk                                  | urbain-rural | 264,4            | 19 323            | Pasłęk            |
| Tolkmicko                               | urbain-rural | 225,3            | 6 670             | Tolkmicko         |
| Elbląg                                  | rural        | 192,1            | 6 462             | Elbląg *          |
| Gronowo Elbląskie                       | rural        | 89,2             | 4 875             | Gronowo Elbląskie |
| Młynary                                 | urbain-rural | 157,1            | 4 593             | Młynary           |
| Markusy                                 | rural        | 108,6            | 4 103             | Markusy           |
| Rychliki                                | rural        | 131,7            | 4 087             | Rychliki          |
| Godkowo                                 | rural        | 166,7            | 3 320             | Godkowo           |
| Milejewo                                | rural        | 95,6             | 2 979             | Milejewo          |
| * le chef-lieu est extérieur à la gmina |              |                  |                   |                   |